# 砂金石
砂金石（aventurine），也称作东陵石或东菱石，是石英的一种变体，其特征是包含片状矿物，产生闪闪发亮的反光效果，称作“砂金效应”。其名称来自于意大利语"a ventura"（“偶然地”），其典故源于在18世纪时偶然间幸运地发现了金沙石的制造工艺。

## 性质

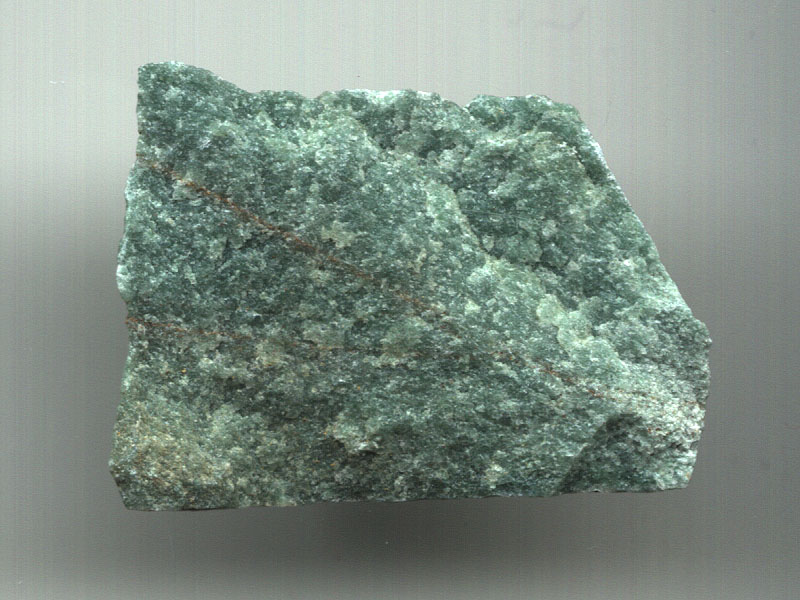
砂金石原石。

砂金石最常见的颜色为浅绿至深绿色，但它也可能为橙色、棕色、黄色、蓝色或灰色。其中经常包含含有铬的铬云母（云母中白云母的一种），使其带有绿或蓝色调。橙色和黄色是由赤铁矿和针铁矿所产生。由于其中的铬云母包含物和石英本体混合非常充分，砂金石也被认为是一种岩石，但大部分专家认为它属于石英的一种。

## 历史
尽管最早被发现，金沙石现在经常被用来制造砂金石和太阳石仿品。金沙石可以从外观上和后两者区分开来，其内部包含粗糙的铜碎片，而且分布非常均匀。

## 产地
绿色和蓝绿色砂金石最早在印度（尤其是在迈索尔和金奈附近）出产，并被当地工匠大量运用。智利、西班牙和俄罗斯出产奶白色、灰色和橙色的砂金石。大部分天然砂金石被制成珠子或雕塑，只有高质量原石被加工成为圆形宝石，制成珠宝。

## 图集

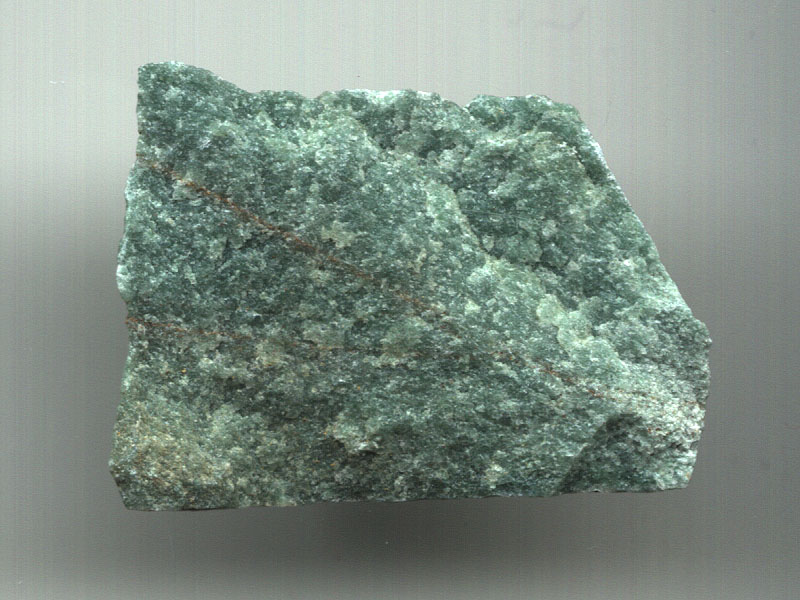
砂金石原石。
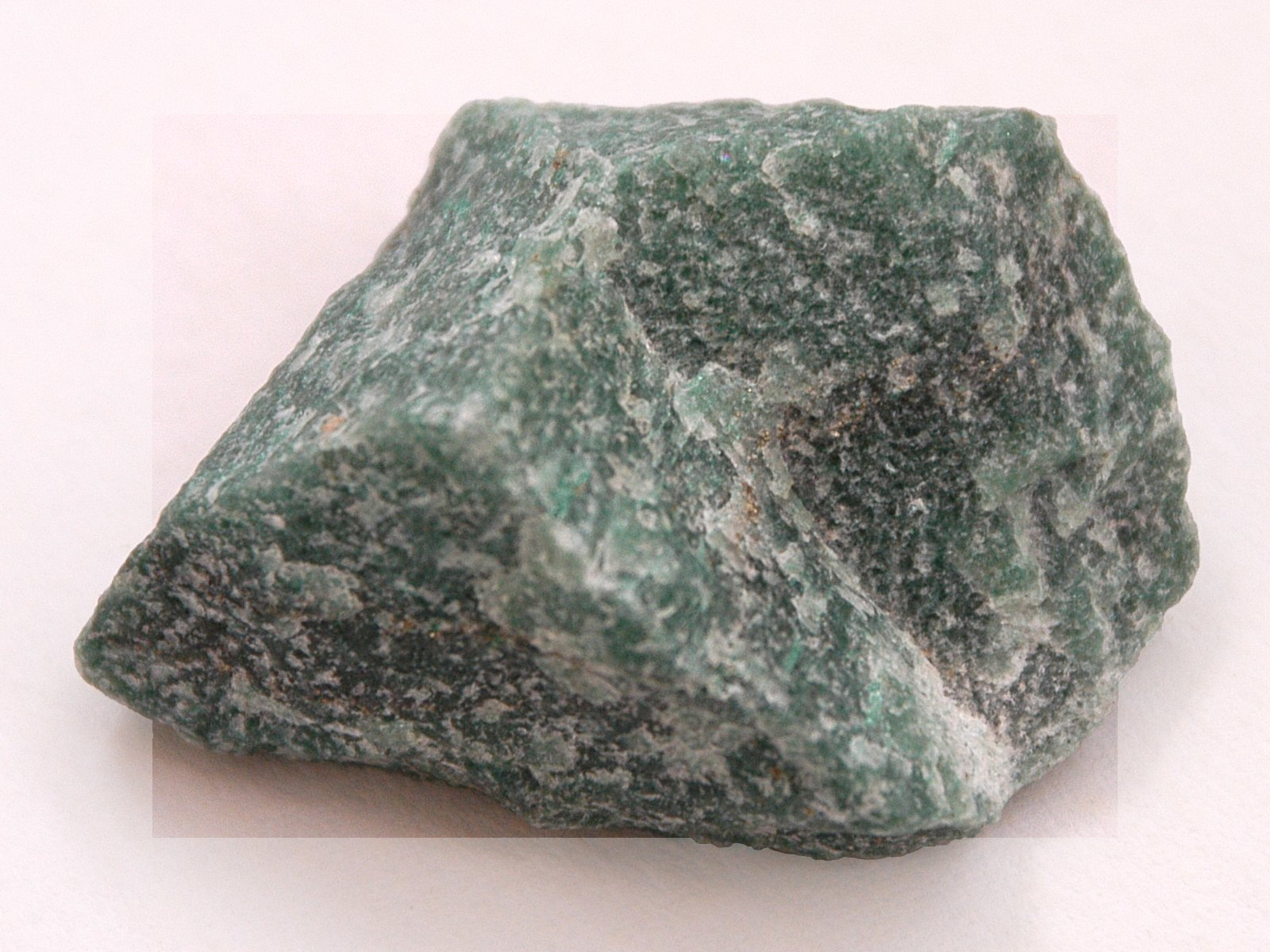
砂金石原石。
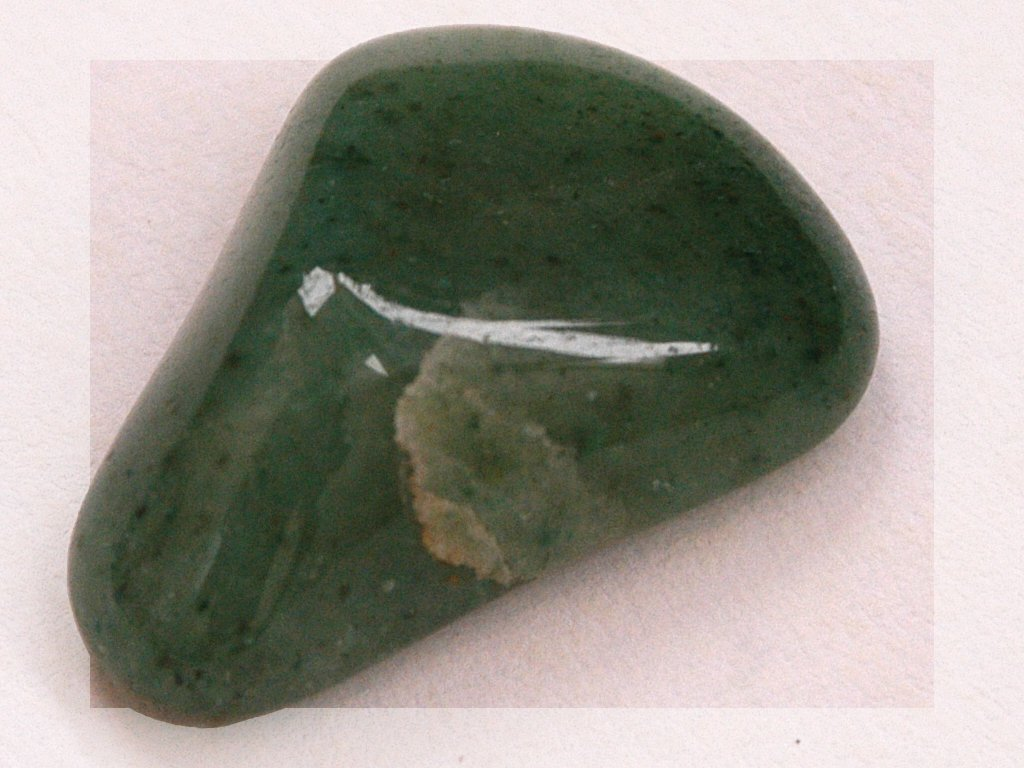
磨圆的砂金石。
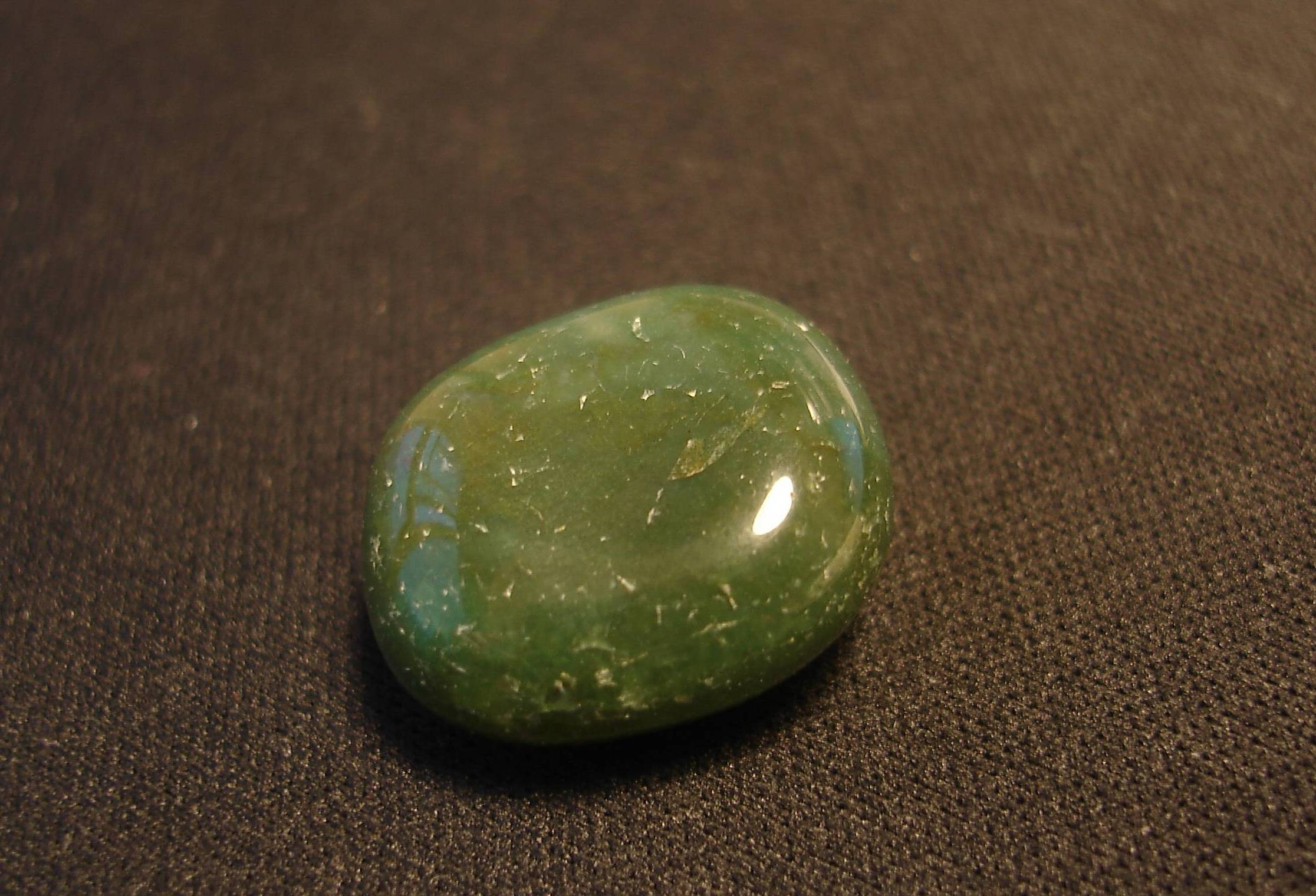
磨圆的砂金石。
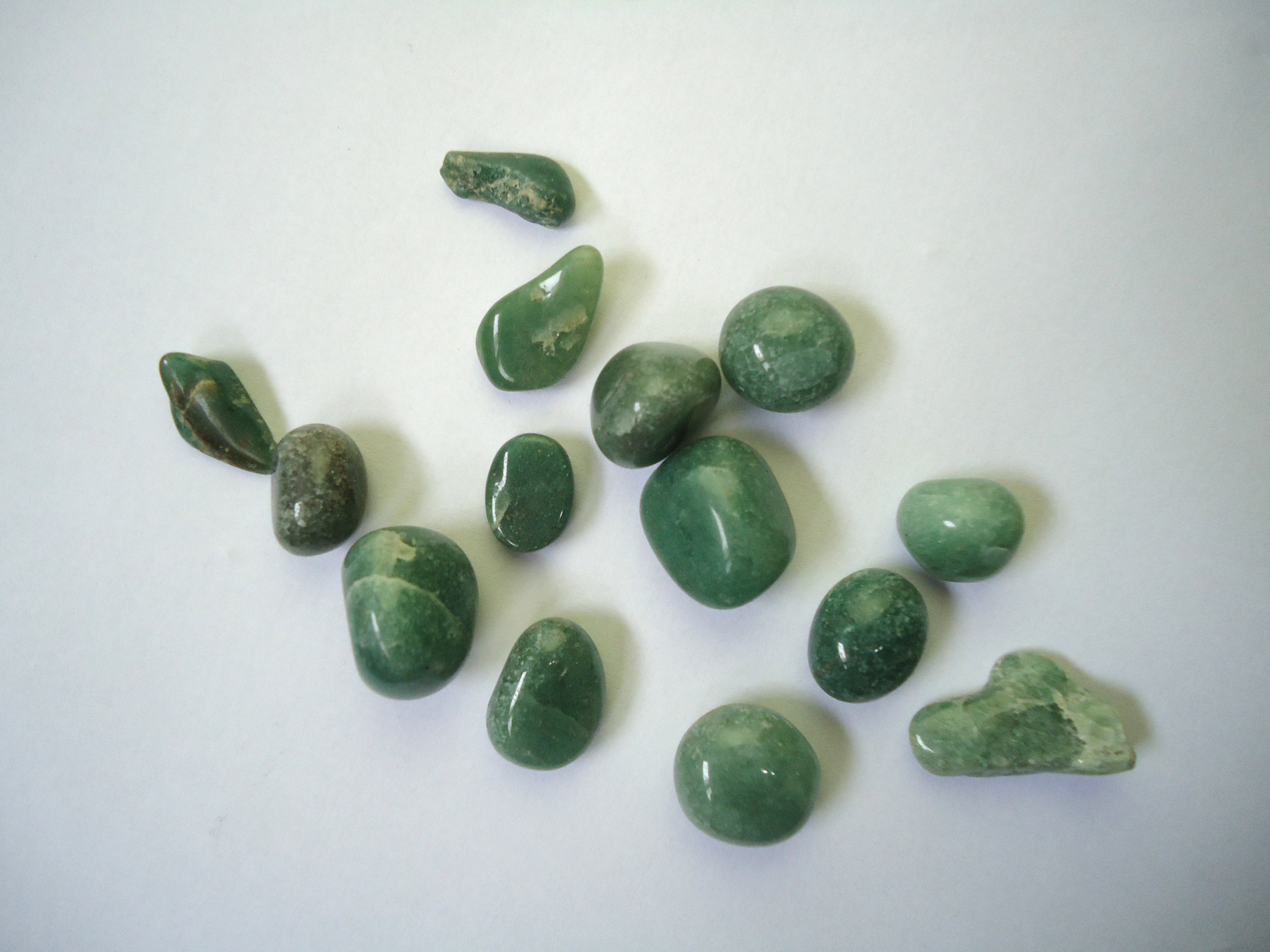
砂金石鹅卵石。
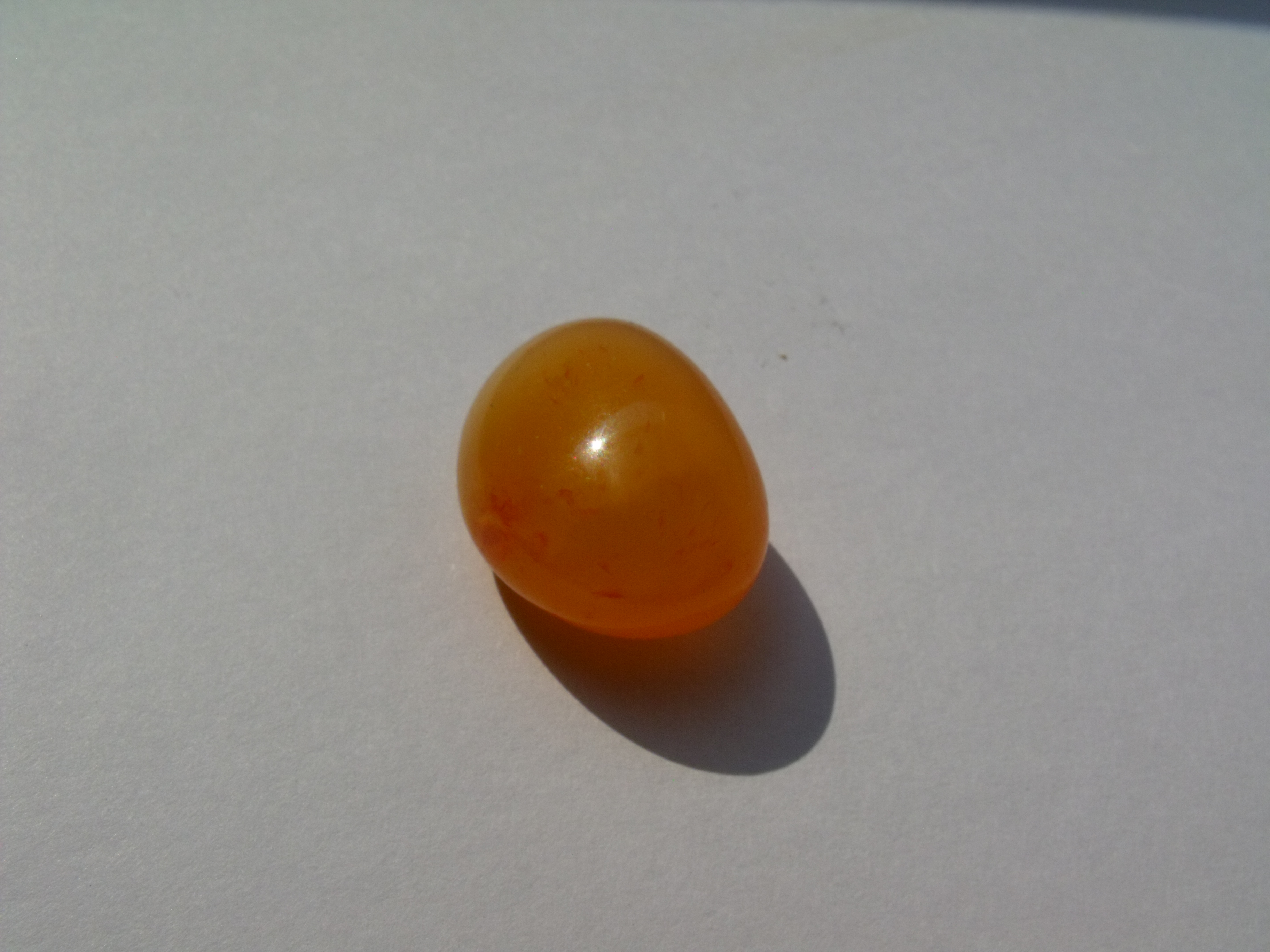
橙色砂金石。